# Ізвольський Олексій Петрович
Ізвольський Олексій Петрович — член («от великороссийских») тимчасового Правління гетьманського уряду (з 1745 по 1750 рр.)

## Служба в Глухові
В 1745 році вводиться до складу Правління гетьманського уряду у Глухові. Крім нього, в уряді («от великороссийских») працювали бригадир Ільїн Іван Кондратович (1688—1747) та полковник Челіщев Іван Алферович.
Був перепризначений на посаду члена Правління гетьманського уряду в 1747 та в червні 1749 років. Припинив діяльність на цій посаді у 1750 році після призначення гетьманом Лівобережної України Кирила Розумовського.